# TT Волопаса
TT Волопаса (лат. TT Boötis) — карликовая новая, двойная катаклизмическая переменная звезда типа SU Большой Медведицы (UGSU) в созвездии Волопаса на расстоянии (вычисленном из значения параллакса) приблизительно 2214 световых лет (около 679 парсеков) от Солнца. Видимая звёздная величина звезды — от +19,19m до +12,1m. Орбитальный период — около 0,0756 суток (1,8144 часа).

## Характеристики
Первый компонент — аккрецирующий белый карлик.